# MET-Art
MET-Art（原稱Most Erotic Teens）是一家位於加利福尼亞州聖莫妮卡、由HLP General Partners公司（HLP General Partners Incorporated）擁有的藝術裸體攝影網站。網站約自1999年上線，其內容以部分裸體或全裸的女性照片為主。MET-Art表示他們專注於於高品質的內容。
根據Alexa Internet的數據顯示，截至2012年11月，該網站是全球前1500最多人訪問的網站。

## 歷史
MET-Art是Met Art Network旗下眾多網站中的一個，由其管理運營。Jon Krogman是MetArt的共同擁有人。
2014年2月，MET-Art宣布收購Domai.com和goddessnudes.com兩家網站。Domai.com由Eolake Stobblehouse於1997年創建，是行業中其中一個首先開始拍攝軟調色情的網站。網站包含美女的裸體和關於美麗、文化和裸體的文章和故事。

## 獎項和提名
| 年份 | 獎             | 結果 | 獎項                                                |
| ---- | -------------- | ---- | --------------------------------------------------- |
| 2009 | 成人影帶新聞獎 | 提名 | 最佳成人網站（Best Adult Website）                  |
| 2011 | 成人影帶新聞獎 | 提名 | 最佳攝影網站（Best Photography Website）            |
| 2011 | XBIZ獎         | 獲獎 | Solo Girl Site of the Year                          |
| 2012 | 成人影帶新聞獎 | 提名 | 最佳攝影網站                                        |
| 2012 | XBIZ獎         | 提名 | Adult Site of the Year - Membership (Solo/All-Girl) |
| 2013 | 成人影帶新聞獎 | 提名 | 最佳會員網站（Best Membership Site）                |
| 2013 | 成人影帶新聞獎 | 提名 | 最佳攝影網站                                        |
| 2013 | XBIZ獎         | 提名 | 年度攝影網站                                        |
| 2014 | 成人影帶新聞獎 | 提名 | 最吸引人網站（Best Glamour Website）                |
| 2014 | XBIZ獎         | 提名 | 年度攝影網站                                        |

## 外部連結
- 官方网站